# 桌山天文台
桌山天文台（Table Mountain Observatory）是由美國太空總署噴射推進實驗室（加州理工學院）營運的天文觀測設施。桌山天文台位於加州大松樹鎮，坐落在洛杉磯東北偏北的賴特伍德附近的安琪拉國家森林內。
桌山天文台是噴射推進實驗室桌山設施的一部分，承載著許多非天文項目。桌山天文台於1924年首次被史密森學會使用，多年來進行了大氣、太陽和天文觀測。噴射推進實驗室於1962年接管了租約。桌山天文台進行高精度天體測量觀測，以支援美國太空總署和國際太空船任務導航、確認可能撞擊地球的彗星和小行星等近地天體及技術開發。
主帶小行星84882以桌山天文台的名字命名。

## 設備
- 1.02公尺（40 吋）波莫納學院望遠鏡是波莫納學院建造的卡塞格林反射鏡，於1985年首次投入運營，並於1996年安裝了新的鏡子[5][6] 。
- 1966年，天文力學公司製造了一台0.6公尺的里奇-克雷蒂安望遠鏡，並安裝在離軸德國赤道儀上[7]。

## 外部連結
- 官方网站
- Table Mountain Observatory （页面存档备份，存于） at the Pomona College astronomy department
- Photographic history of Table Mountain Observatory （页面存档备份，存于）